# Xã Sherman, Quận Leavenworth, Kansas
Xã Sherman (tiếng Anh: Sherman Township) là một xã thuộc quận Leavenworth, tiểu bang Kansas, Hoa Kỳ. Năm 2010, dân số của xã này là 2.635 người.